# Австропоп
Австропо́п (нем. Austropop) — национальный вариант популярной музыки Австрии. Исследователи и критики определяли австропоп как «австрийский вариант англо-американской гитарной поп-музыки», «подлинно австрийскую версию рок-музыки», «начало этно-национального рока», «феномен популярной музыки, сложившийся в 1970-е годы», «форму музыкальной культуры», «артистический мир, объединяющий всех причастных к созданию творческого продукта», «систему культурных рамок в условиях экономической гегемонии иностранной музыкальной индустрии», «практику селекции легитимных („правильных“) образцов массовой культуры». Австрийские музыканты, по данным опроса начала 1990-х годов, воспринимали австропоп как конкретную стилистику звучания, заданную в 1970-е годы работами автора-исполнителя Вольфганга Амброса, продюсера Кристиана Колоновица и звукорежиссёра Петера Мюллера. В среде музыкантов понятие использовалось как пейоратив, осуждавший шаблонность звучания и текстов коммерческой продукции. Современное понятие размыто: оно не предполагает определённой стилистики и даже определённого (немецкого) языка исполнения. В 2020-е годы оно может включать австрийскую музыку самых разных жанров, от рэпа Фалько до блюз-рока группы Wanda.
Австропоп в узком, традиционном смысле зародился во второй половине 1960-х годов на основе англо-американской гитарной музыки и сформировался к 1971 году. В 1970-е годы сложился круг исполнителей первой волны «классического» австропопа: Вольфганг Амброс, Георг Данцер, дуэт Waterloo & Robinson, группа Acid. 1980-е годы стали вторым, коммерчески успешным периодом жанра. Песни первой волны, исполнявшиеся на стандартном австрийском варианте немецкого языка или его венском диалекте, отличались депрессивным настроем и социальной остротой; в песнях 1980-х и 1990-х годов преобладали мажорные мотивы. К началу 2000-х годов, благодаря вниманию телевидения и звукозаписывающих компаний, угасавший жанр приобрёл неформальный статус национального культурного наследия. Исполнители 2020-х годов нередко следуют образцам старого австропопа, но сторонятся острых социальных тем.

## Первая волна (1970-е годы)
В 1950-е годы начала распространяться по свету рок-музыка, зародившаяся в Великобритании и США. Одни её формы приживались на иностранной почве в неизменном виде — так появились местные сообщества ценителей блюза, кантри или регги. Артисты традиционных национальных жанров заимствовали и адаптировали элементы англоамериканской музыки — так сложилась немецкоязычная культура шлягера 1960-х годов. Существовал и третий путь — синтез местных и заимствованных элементов в новые, самобытные «транснациональные» стили или жанры; к этому типу, по мнению Эдварда Ларки, относится австропоп. Зарождение жанра состоялось во второй половине 1960-х годов. За несколько лет, пишет Ларки, австрийская публика и австрийские исполнители прошли путь от прямого потребления заокеанских образцов к их имитации, а затем к созданию самобытных немецкоязычных форм, которые стали составной частью национальной культуры. Параллельно развивался масштабный процесс обособления австрийской нации и осознания ею собственной идентичности. Австрия всё ещё оставалась «культурной субколонией» и экономическим сателлитом Германии, которая в свою очередь была «культурной колонией» США. Реакцией на иностранное влияние стали австрийские шлягеры, исполнявшиеся на местных диалектах. Непосредственной предшественницей австропопа стала недолгая «диалектная волна» (нем. Dialektwelle) конца 1960-х годов; Роза Райтзамер относит к предтечам австропопа также традицию венского кабаре, венский акционизм и англоязычную авторскую песню.
1960-е годы были периодом обучения австрийских исполнителей и продюсеров. Музыкальный бизнес осваивал заокеанский опыт управления и маркетинга, а исполнители — технические приёмы. Начинающий автор-исполнитель Вольфганг Амброс, придерживавшийся фолк-традиции в стиле раннего Боба Дилана, осваивал технику вокала и аранжировки под началом своего сверстника Кристиана Колоновица, взявшего на себя роль продюсера. Вскоре исполнение Амброса приобрело коммерчески успешный, «радийный» характер. Колоновиц, с его собственных слов, ещё не следовал определённой стилистике: он сам учился, создавая путём проб и ошибок новое звучание. Третьим «отцом» жанра стал поэт-песенник Йёзи Прокопец, четвёртым — звукорежиссёр-новатор Петер Мюллер, создатель характерного «мюллеровского», или «австрийского» саунда 1970-х годов и владелец единственной в Вене студии звукозаписи поп-музыки. Рождение стиля состоялось в 1971 году: Амброс, Колоновиц, Прокопец и Мюллер выпустили песню Da Hofa (рус. «Неопознанное тело»,  видео), ставшую первым хитом австропопа.  Затем на сцену вышли Вильфред Шойц, Георг Данцер и дуэт Waterloo & Robinson. К середине 1970-х годов формирование первого эшелона первой волны «классического» австропопа завершилось. Тогда же по разным, в основном финансовым, причинам прекратили существование австрийские группы предшествовавшего поколения.
Само понятие «австропоп» впервые появилось в десятом номере журнала Hit за 1973 год. За первенство в его применении соревновались популяризатор жанра, редактор журнала Петер Купфер и представительница старшего поколения, сторонница германского шлягера — редактор радиостанции Ö3 Эвамария Кайзер. Основанная в 1967 году государственная радиостанция была узлом, объединявшим австрийских исполнителей и продюсеров. Под её влиянием сложились творческие и деловые союзы, определившие стилистическое единство раннего австропопа; авторы первой волны — Амброс, Прокопец, Андре Хеллер, Роберт Понгер — стали ключевыми стейкхолдерами национального агентства по авторским правам. Радио было чрезвычайно важно и для австрийской молодёжи, и для исполнителей: в Вене 1970-х годов почти не было музыкальных клубов, пригодных для живых концертов. Главная площадка страны, Винер Штадтхалле, была для местных исполнителей слишком велика, принадлежавший Австрийской народной партии клуб «Метрополь» находился в упадке, конкурирующая социал-демократическая партия занялась организацией концертов лишь в 1980-е годы.

### Текст, язык и диалект
Da Hofa — чёрная баллада о ксенофобии австрийского общества и культурном разрыве между старшим и младшим поколениями — продолжила традицию «критической авторской песни» (нем. Kritische Liedermacher) 1960-х годов и предвосхитила тематику и депрессивный настрой первой волны австропопа. Типичными для этой эпохи были, например, Heite drah i mi ham (рус. «Сегодня я убъю себя», 1975) и Es lebe der Zentralfriedhof (рус. «Да здравствует Центральное кладбище», 1975) Амброса и Dunkelgraue Lieder (рус. «Тёмно-серые песни», 1979) Людвига Хирша. Ранний австропоп воспринимался публикой как молодёжный протест, и подчёркнуто дистанцировался как от шлягера, так и от коммерческой «народной музыки» (нем. Volkstümliche Musik). Вслед за австрийскими писателями и кинематографистами, исполнители первой волны объявили своим главным противником мелкую буржуазию и последовательно демонизировали её.
Песни австропопа были не просто австрийскими, но нередко характерно венскими; в них то и дело упоминаются конкретные места Вены и конкретных австрийцев. Например, «действие» песни Георг Данцера Jö Schau (рус. «Ты посмотри…», 1975) происходило в венском кафе «Хавелька» в присутствии самих супругов Хавелка. С другой стороны, австропоп не замыкался в узких национальных рамках: Данцер использовал испанские мотивы и испанские тексты, а Вольфганг Амброс в течение всей карьеры исполнял песни английских и американских авторов.
| Оригинальный текст | Перевод на нововерхненемецкий язык                                     | Перевод на русский                                            |
| --- | ---------------------------------------------------------------------- | ------------------------------------------------------------- |
| Neilich sitz i umma hoiwa zwa im Hawelka bei a boa Wuchteln und bei an Bia | Neulich saß ich um halb eins bei Hawelka mit ein paar Buchten und Bier | Сижу как-то раз в пол-второго у Хавельки с парой бухт и пивом |
| Голубым фоном выделены общие элементы баварских диалектов, зелёным — базового среднебаварского диалекта, красным — его венского варианта. Написание лишь отчасти отражает венское произношение. Оно не фиксирует хорошо заметную на слух редукцию дифтонгов до монофтонгов. |                                                                        |                                                               |

Песни австропопа исполнялись на местном, как правило венском диалекте немецкого языка (подавляющее большинство австрийцев говорит на диалектах баварской группы, к которым относится и венский, и лишь на западе страны, в Форарльберге, говорят на диалекте алеманнской группы). Использование диалектов утверждало национальный характер музыки 1970-х годов и отделяло австрийских исполнителей от германских: слушатели к северу от «экватора белых сосисок» могли вообще не понимать, о чём пели австрийцы. Но музыкальный рынок Австрии был слишком мал и слишком беден, поэтому исполнители первой волны стремились закрепиться на доходном рынке Западной Германии, что подразумевало отказ от «провинциального» диалекта. Амброс в 1973 году записал альбом на верхнемецком диалекте, а Колоновиц и Данцер переехали на постоянное жительство в ФРГ. Самый коммерчески успешный исполнитель австропопа середины 1970-х годов, дуэт Waterloo & Robinson, зарабатывал 120000 австрийских шиллингов (около 6500 долларов США) в месяц, выступая преимущественно в Германии. Доходы исполнителей второго эшелона, выступавших только в Австрии, были чисто символическими.

## Зрелый период (1980—1990-е годы)
В конце 1970-х годов на венскую сцену вышло второе поколение артистов австропопа — Штефани Вергер, Райнхард Фендрих, трио S.T.S. и комедийная кабаре-группа Erste Allgemeine Verunsicherung. Большинство исполнителей, активных в 1980-е годы, вышли из среды актёров театра или как минимум имели актёрское образование, и охотно применяли театральные приёмы для завоевания аудитории. Исполнители первой волны — бунтари начала семидесятых — повзрослели и приняли на себя роль старших по цеху; новички быстро наладили дружеские и деловые отношения со старшими товарищами, образовав единое творческое сообщество. Новое поколение использовало те же мотивы и темы и те же технические приёмы, что и их предшественники; и те, и другие записывались в студии Мюллера, в одной и той же манере. Основатель Novak’s Kapelle Эрвин Новак жаловался, что «все звучат одинаково, всё взаимозаменяемо … можно взять минусовку Амброса или Фендриха и наложить голоса S.T.S… Все они — самобытные исполнители, но студия приводит всех к общему знаменателю».
Австропоп второго периода, начавшегося в конце 1970-х годов, уже не был периферийным, второстепенным явлением: он стал основой, ядром национальной австрийской поп-музыки. В это время немецкоязычные страны переживали несколько кратковременных стилевых волн — панк, евродиско и «новую немецкую волну». Ни одно из новых течений не поколебало положение артистов австропопа. «Новая немецкая волна», исполнявшаяся на диалектах центра и севера Германии, была для австрийской аудитории лингвистически чужда, евродиско было отчасти адаптировано самими австрийцами (группа DÖF Йёзи Прокопца, 1983), аудитория панк-групп в Вене ограничивалась несколькими сотнями человек. В благополучной Австрии не было ни социальной базы панка, ни заметной молодёжной субкультуры, трансляция местных панк-групп на национальном радио была под запретом. Как показали опросы, к началу 1990-х годов и панк, и «новая немецкая волна» были забыты, не оказав влияния на культурный мэйнстрим.
В течение 1980-х годов протестная тематика «первой волны» уступила место мажорным популярным мотивам. Наибольший коммерческий успех жанра пришёлся на 1987 год, когда на него пришлось 12 % продаж музыкальных носителей в Австрии. Затем доля продаж последовательно снижалась, до 8 % в 1992 году. Австрия по-прежнему импортировала большую часть музыкальной продукции из Германии и англоязычных стран; доля последних последовательно возрастала, а немецкоязычная «народная музыка» (нем. Volkstümliche Musik) угасала. Но именно благодаря доминированию общемировых, вненациональных трендов и неизбежной реакции части австрийцев против них австропоп сумел стать жизнеспособным, нишевым жанром. За пределами Австрии, в странах Центральной Европы, австропоп имел лишь незначительное влияние; единственным австрийским артистом, добившимся крупного успеха за пределами родины, стал Фалько.

## Переосмысление (2000—2020-е годы)
На рубеже XX и XXI веков фирмы звукозаписи Sony BMG и Universal Music Group попытались «перезапустить» интерес публики к «классическому» австропопу, выпустив многочисленные альбомы-компиляции. Австрийское отделение IFPI наградило Амброса премией Amadeus «за достижения всей жизни» (2002), австрийское телевидение транслировало серию ток-шоу с артистами жанра (2004) и первый сезон документального телесериала Руди Долецаля и Ханнеса Россахера «Пятидесятилетие австропопа» (2006). В предисловии к сериалу Долецаль предложил расширить понятие австропопа до массовой музыкальной культуры Австрии в целом — со всеми течениями и ответвлениями, начиная с конца 1940-х годов. Того же подхода придерживались Sony и Universal, включившие в сборники австропопа записи артистов 1940—1960-х и 1990—2000-х годов.
В том же 2006 году Австрия отмечала 250-летие Моцарта; в рамках моцартовской кампании музыка в целом, включая местные формы популярной музыки, была провозглашена фундаментом австрийской национальной идентичности. Устаревший местный вариант англо-американской гитарной поп-музыки, которым был и оставался австропоп, получил благословление национальных институций и приобрёл неформальный статус «национального достояния», а затем, подобно французскому шансону, стал национальным мифом. В 2007 году интерес к жанру подогрела неожиданная для публики смерть шестидесятилетнего Данцера. Певец скончался от рака лёгких через два месяца после прощального концерта; по его воле сообщение о смерти передали только после кремации. Два года спустя муниципалитет Вены назвал именем Данцера новый метромост через Дунай. Вторая публичная кампания, также под лозунгом пятидесятилетия австропопа, прошла по всей Австрии в 2020 году.
В 2009 году выход альбома Нино Мандля Down in Albern ознаменовал появление новой волны австрийской поп-музыки (Мандль, Эрнст Мольден, Вуду Юргенс, группы Bilderbuch и Wanda). Записи Мандля и его последователей были восприняты прессой и критикой как австропоп, иногда с приставкой «новый». Артисты «нового австропопа» нередко буквально следовали звуковой стилистике «классического» периода, но сторонились острых социальных тем. К 2020-м годам понятие австропопа расширилось до практически всей современной популярной музыки Австрии, независимо от стилистики и даже от языка исполнения. Современный австропоп проще определить методом исключения: так, по мнению Биргит Михльмайер, он не включает работы чернокожих австрийских исполнителей, и лишь отчасти — работы австрийских цыган Карла Штойки и Карла Ратцера. Австропоп, по Михльмайер, остаётся «музыкой среднего класса» и по-прежнему романтизирует этнически однородную, немецкоязычную Вену прошлого, которая давно не является таковой.